# 小川村立小川小学校
小川村立小川小学校（おがわそんりつ おがわしょうがっこう）は、長野市中心部と白馬村および大町市との中間に位置する長野県北部・小川村の中心部にある唯一の公立小学校である。
西には北アルプス連峰がよく見える。

## 沿革
- 1975年（昭和50年）[2]
  - 4月1日 - 小川北小学校と小川南小学校が統合して開校、児童数528名
  - 不明 - 校歌制定（作詞:草野心平、作曲:小山清茂[3]）
- 1976年（昭和51年）-  プールが竣工される。
- 1977年（昭和52年）- 中国引揚学級新設
- 1979年（昭和54年）- 米飯給食開始、中国引揚学級解消
- 1983年（昭和58年）- 児童数360名
- 1990年（平成2年）- 鼓笛隊用楽器の一式新調
- 1991年（平成3年）- パソコン20台導入
- 1994年（平成6年）- 校舎の大規模改修
- 1995年（平成7年）- 校舎の大規模改修
- 1996年（平成8年）- オリンピック道路開通（5、6年生が鼓笛パレードに参加）
- 1998年（平成10年）
  - 2月4日 - グラウンドにて聖火リレー引き継ぎ式
  - 2月7日～3月14日 - 長野でオリンピック、パラリンピックの開催
- 2002年（平成14年） インターネットを活用した授業が増える。
- 2003年（平成15年） パソコン教室機器、最新版に入れ替え
- 2004年（平成16年）5月 - 学校集金（学年費・旅行貯金・給食費）の全てを「口座振替」とする。児童数140名
- 2006年（平成18年）- AED設置
- 2007年（平成19年）- 情報処理用ノートパソコン6台設置
- 2008年（平成20年）- 校舎の耐震化工事完了。 2月:ホームページの開設
- 2009年（平成21年）- 情報処理用ノートパソコン4台設置。校内テレビデジタル放送対応
- 2010年（平成22年）- パソコン教室のパソコン設置
- 2011年（平成23年）- グラウンド整備、遊具設置

## 教育目標
心もからだもすこやかな子ども

めざす児童像
- からだをきたえる子ども、
- 思いやりのある子ども、
- 考え表現する子ども、
- 小川に生きる子ども

## 学区
- 村内全域[4]

## アクセス
- JR東日本信越本線川中島駅より車で約30分